# Cattedrale di Soissons
La cattedrale dei Santi Gervasio e Protasio  (in francese: Cathédrale Saint-Gervais-et-Saint-Protais) è il principale luogo di culto cattolico di Soissons, nell'Aisne, chiesa madre dell'omonima diocesi.
In base alla Legge francese sulla separazione tra Stato e Chiesa del 1905, è proprietà dello Stato francese, come tutte le altre cattedrali fatte costruire dal Regno di Francia, ma il suo utilizzo è assegnato alla Chiesa cattolica.
Ubicata nel cuore della città piccarda, è una delle più grandi cattedrali gotiche francesi e rappresenta uno dei più significativi esempi dell'architettura gotica. Nel 1857 è stata insignita del titolo di basilica minore.
Dal 1862 è classificata come monumento storico.

## Storia
La costruzione dell'attuale cattedrale di Soissons, la terza eretta su questo luogo, comincia nel 1176 e si protrarrà per tre secoli fino all'ultima consacrazione avvenuta il 25 aprile 1476 da parte del vescovo Jean Milet.

### Origini
È nel IV secolo che viene creata la Diocesi di Soissons, in seguito allo smembramento di quella di Reims e quindi si erige la prima cattedrale. Nell'815 viene già consacrata una seconda cattedrale, Carolingia, ma nel 948 è gravemente danneggiata da un incendio provocato dalla truppe di Ugo il Grande, padre di Ugo Capeto.
I lavori all'attuale, terza, cattedrale, sembrano cominciare già alla fine dell'XI secolo, lentamente, ma sarà propriamente alla metà del XII secolo che il cantiere può dirsi in opera, grazie all'azione di tre vescovi: Josselin de Vierzy (1126-1152), Anscoul de Pierrefonds (1152-1158) e Nivelon de Quierzy (1176-1207). 

### La cattedrale gotica

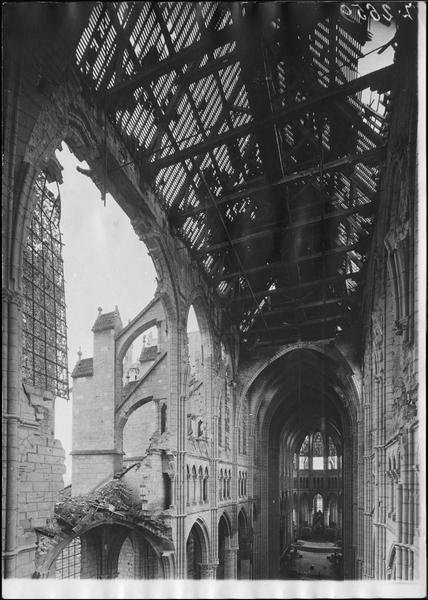
La cattedrale con i danni della prima guerra mondiale

Nel 1176 il vescovo Nivelon de Quierzy dona al capitolo della cattedrale un terreno adiacente atto a supportare il braccio sud del transetto del nuovo edificio. La costruzione dell'intera nuova cattedrale inizia proprio dal transetto destro nel 1176. Viene alzato su quattro piani in stile gotico primitivo e terminante con un'abside rotonda. Per le sue proporzioni e forme viene considerato un capolavoro del Primo Gotico. In seguito si procede con la costruzione del vasto e luminoso coro, cinto da deambulatorio dove si aprono cinque cappelle radiali. I lavori iniziano subito nel 1197 e saranno compiuti già nel 1212. La realizzazione del coro avviene subito in sequenza a quella del transetto destro, ma già si nota una grande evoluzione dello stile e delle tecniche di costruzione. Se prima per raggiungere certe altezze negli edifici religiosi erano necessari quattro piani, o ordini (Arcate, Matronei, Triforio e Cleristorio), atti a reggere il peso delle volte, ora ne erano sufficienti tre. Si sviluppa la conoscenza e potenza degli archi rampanti, queste agili strutture che davano un forte sostegno ai pilastri laterali e quindi alle volte, così gli edifici salivano più in altezza senza dover poggiare su massicce murature che, anzi, potevano dar spazio ad ampie superfici vetrate. Da questo punto la costruzione della cattedrale prende una svolta, e tutto l'edificio sarà continuato secondo questo nuovo modo: a tre ordini con Arcate, Triforio e Cleristorio. In conseguenza, dal 1212 al 1230, si levano le navate, nella metà del XIII secolo si erige la facciata principale e a fine secolo s'intraprendono i lavori del transetto sinistro (nord) che continueranno fino all'inizio del XIV secolo, quando verrà dotato della superba vetrata con rosone. Simultaneamente si procede ai lavori di costruzione delle torri sulla facciata, ispirata a quella di Notre-Dame di Parigi; ma i lavori procedono lentamente fino ad arrestarsi del tutto alla metà del XIV secolo a causa della Guerra dei cent'anni. Nel 1414 i Borgognoni assediarono la città e saccheggiarono il cantiere. La torre sud resterà incompiuta, senza la guglia (o Flèche) che vi era stata progettata, e la torre nord non sarà mai eseguita per mancanza di fondi.
Il 25 aprile 1476, il vescovo Jean Milet consacra l'edificio, ancora incompiuto.
Alla fine del XVI secolo, gli Ugonotti occuparono Soissons e saccheggiarono atrocemente l'edificio: il mobilio fu bruciato, il tesoro depredato, la torre-campanaria sulla crociera, demolita, e la statuaria dei portali in facciata, gravemente danneggiata.
Venne ampiamente restaurata dopo i danni inferti dalla prima guerra mondiale del 1914-18.

## Descrizione

### Misure e dimensioni

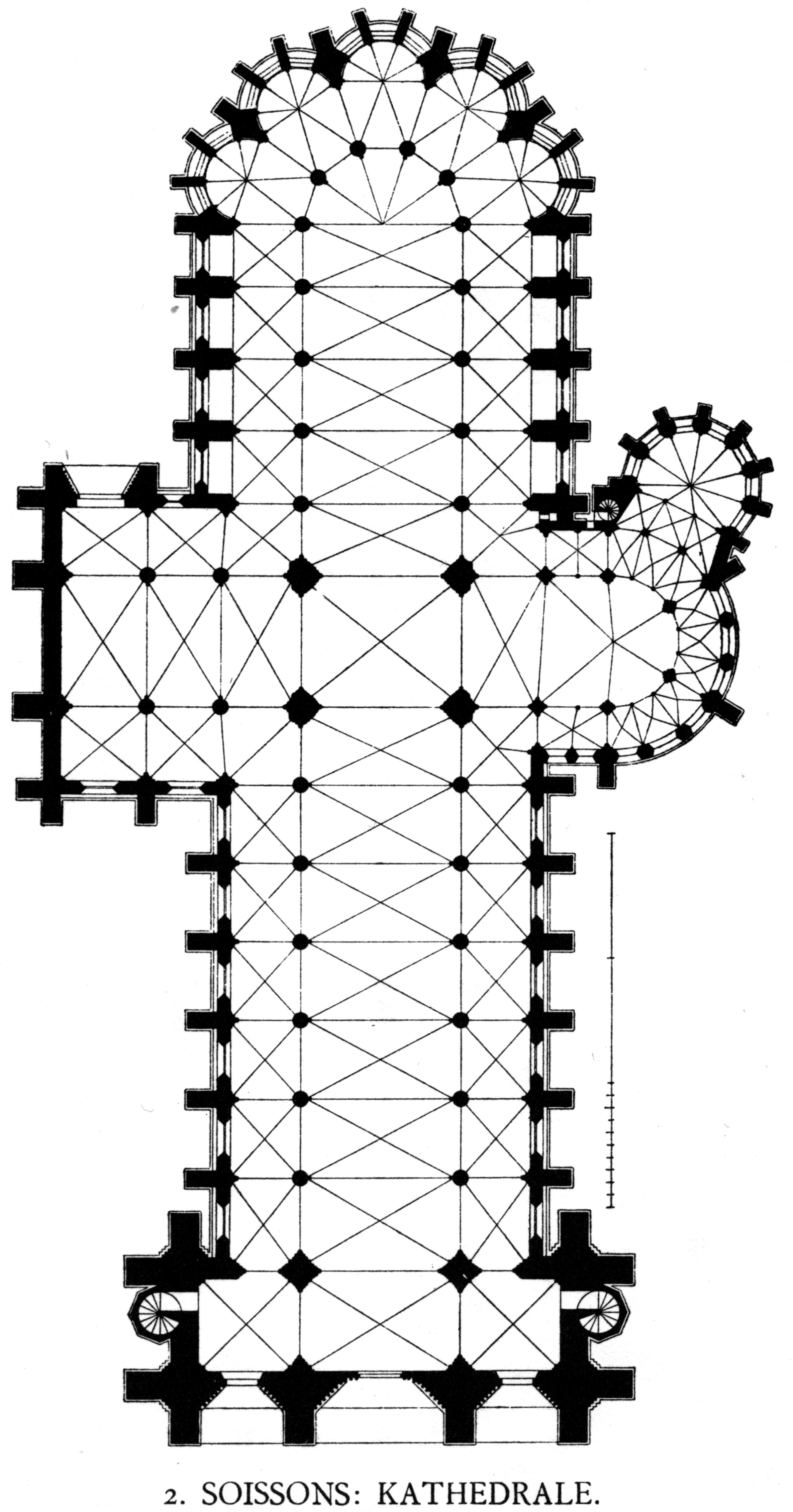
Pianta

| Parametro                                  | Misura     |
| ------------------------------------------ | ---------- |
| Lunghezza totale esterna                   | 116 m      |
| Larghezza esterna del piedicroce           | 26 m       |
| Larghezza totale della facciata            | 38 m       |
| Larghezza della navata centrale            | 11,5 m     |
| Larghezza interna del transetto sud        | 13 m       |
| Larghezza interna del transetto nord       | 11,5 m     |
| Altezza delle volte                        | 31 m       |
| Altezza delle volte del transetto sud      | 23 m       |
| Altezza della torre                        | 66 m       |
| Misura delle campate della navata centrale | 11,5 × 6 m |
| Misura delle campate delle navate laterali | 5 × 6 m    |

### Interno

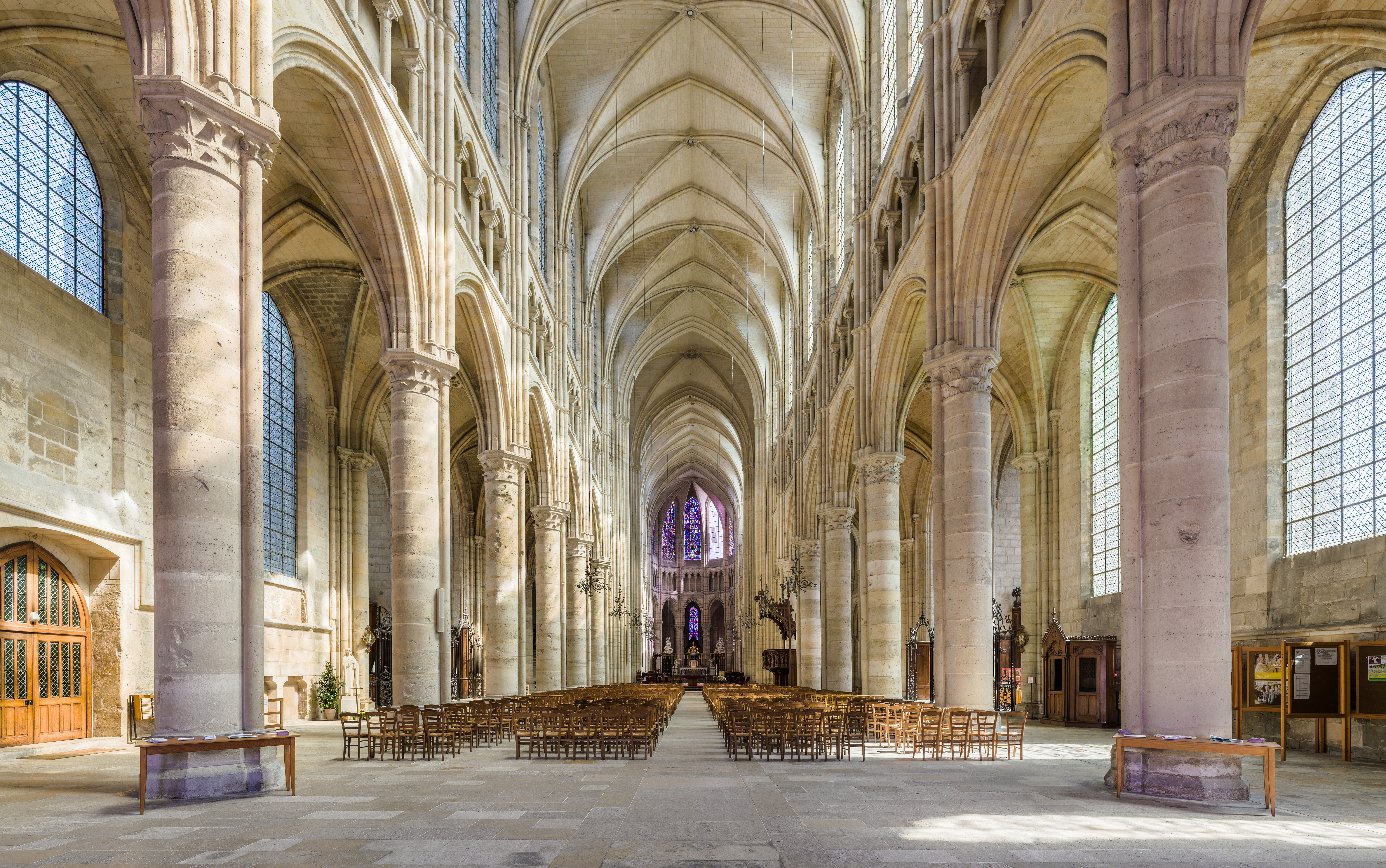
Interno

È diviso in tre navate da pilastri cilindrici, con transetto, profondo coro a deambulatorio a cappelle radiali. Il triforio corre sopra le arcate della navata e coro, ed è sormontato da grandi finestre gemine. Il transetto destro termina ad emiciclo con deambulatorio e tribune, quello sinistro è chiuso da una grandiosa parete traforata con vetrate del XIV secolo. Preziose vetrate ornano anche il coro, le più antiche, XIII-XIV secolo; la vetrata policroma del rosone della facciata principale risale al XIII secolo.
Nell'abside si trova l'altare maggiore barocco, in marmi policromi.

### Organi a canne
Nella cattedrale si trovano due organi a canne.
Lo strumento principale è situato sulla cantoria in controfacciata e venne costruito da Victor Gonzalez tra il 1949 e il 1956 su progetto di Norbert Dufourcq con la consulenza del canonico Henri Doyen, allievo di Louis Vierne; è stato definito un organo anacronistico per l'epoca, impiegando ancora la trasmissione meccanica con leva Barker per i manuali (quella del pedale e dei registri è invece elettrica) ed avendo un gran numero di registri di 8', nonché un'intonazione tipica degli organi francesi realizzati negli anni 1930. Esso dispone di 66 registri; la sua consolle, a finestra, ha tre tastiere e pedaliera. Lo strumento è stato fortemente danneggiato dalla bufera che si è abbattuta sulla città e la cattedrale il 12 gennaio 2017, causando il distacco dalla facciata del retrostante rosone.
Un secondo organo si trova a pavimento nel coro, al di sotto della seconda arcata di sinistra. Venne realizzato nel 1839 da Luois Callinet e successivamente più volte modificato; l'attuale cassa neogotica fu messa in opera da Merklin durante il restauro del 1870. A trasmissione integralmente meccanica, ha 16 registri su due manuali e pedale.